# Anabate des palmiers
Berlepschia rikeri
Genre
Espèce
Statut de conservation UICN

 LC  : Préoccupation mineure
L'Anabate des palmiers (Berlepschia rikeri) est une espèce de passereaux de la famille des Furnariidae. C'est la seule espèce du genre Berlepschia. C'est une espèce monotypique.
On la trouve en Bolivie, au Brésil, en Colombie, en Équateur, en Guyane française, au Guyana, au Pérou, au Suriname et au Venezuela.
Son habitat naturel est la forêt tropicale ou subtropicale sèche.

## Description
L'oiseau a le dos d'un marron-brun soutenu, avec un collier tacheté de noir et de blanc; l'ensemble du ventre a les mêmes marbrures noires et blanches. Il a un bec moyen à long, pointu.
Il porte le nom des deux ornithologues qui l'ont décrit pour la première fois, le comte Hans von Berlepsch et C. Riker.